# Bleu d'Auvergne
Bleu d'Auvergne är en fransk blågrön mögelost från Auvergne. Den görs både på pastöriserad och opastöriserad komjölk. Osten är vanligtvis rund och finns i två storlekar. Den lilla har en diameter på ungefär 10 cm och varierar i höjd, med en vikt av 350 gram till 1 kilogram. Den större har en diameter på 20 centimeter, en höjd av 8–10 centimeter och väger 2–3 kilogram.